# او۴ (متروی وین)
او۴ (انگلیسی: U4) یکی از خطوط متروی وین است که در سال ۱۹۷۶ تأسیس شده و دارای ۲۰ ایستگاه و ۱۶.۵ کیلومتر طول است.

## نگارخانه

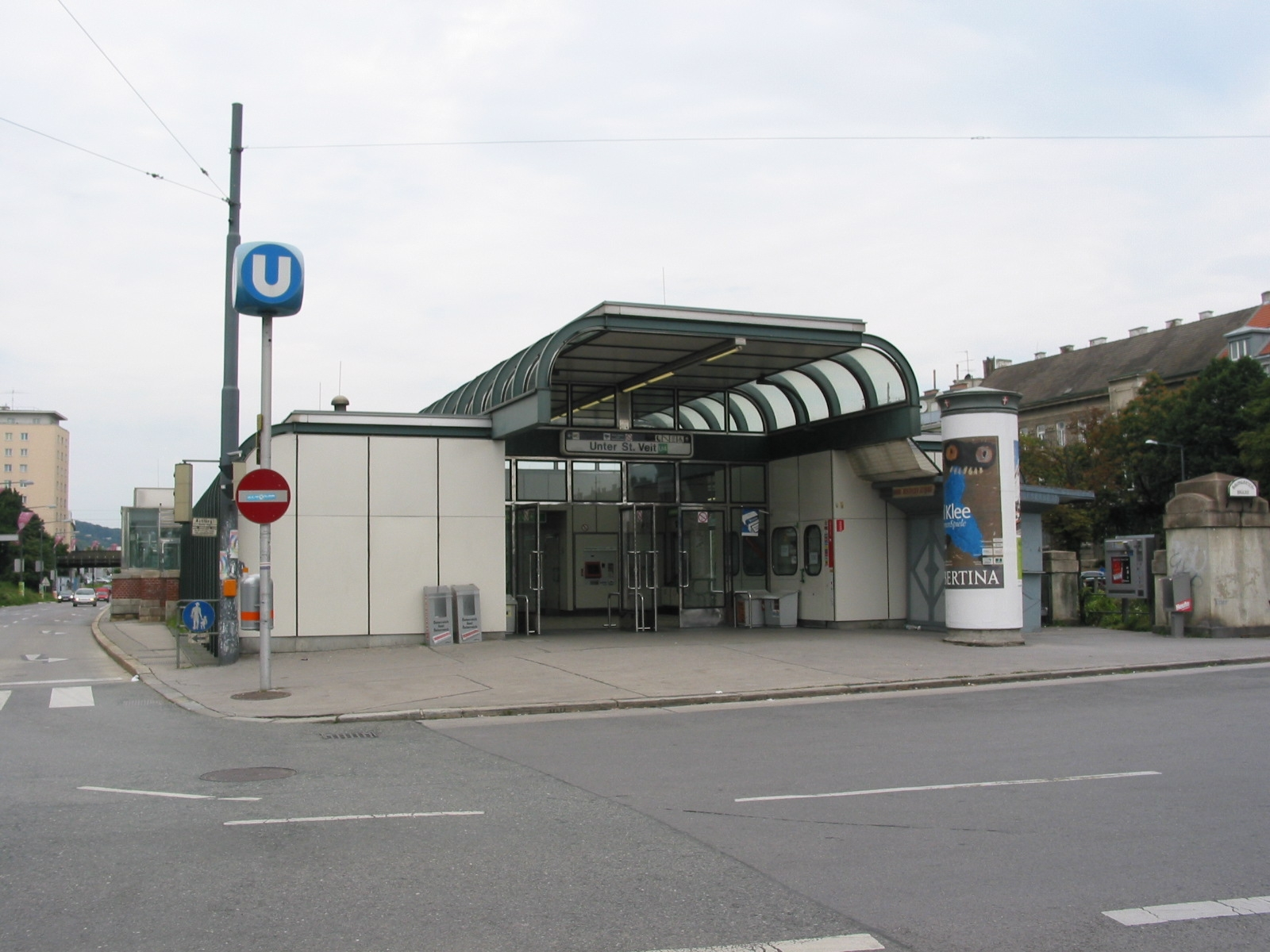
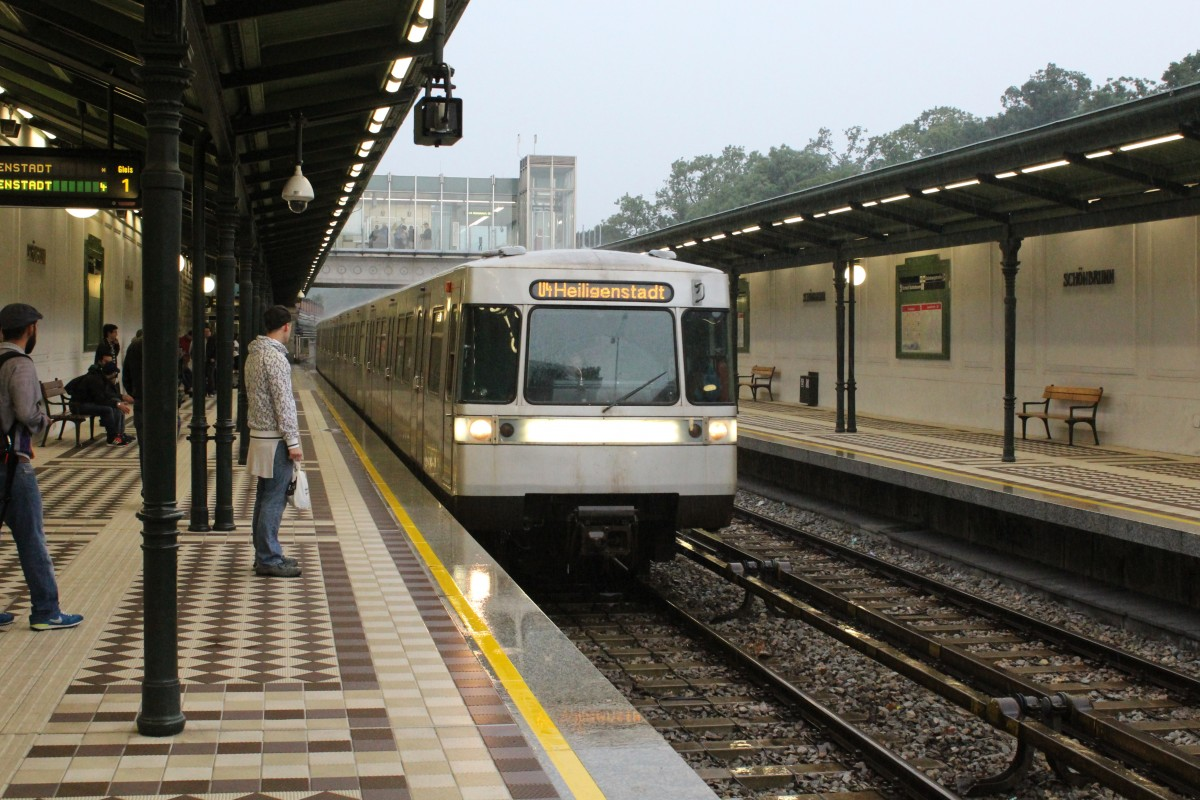
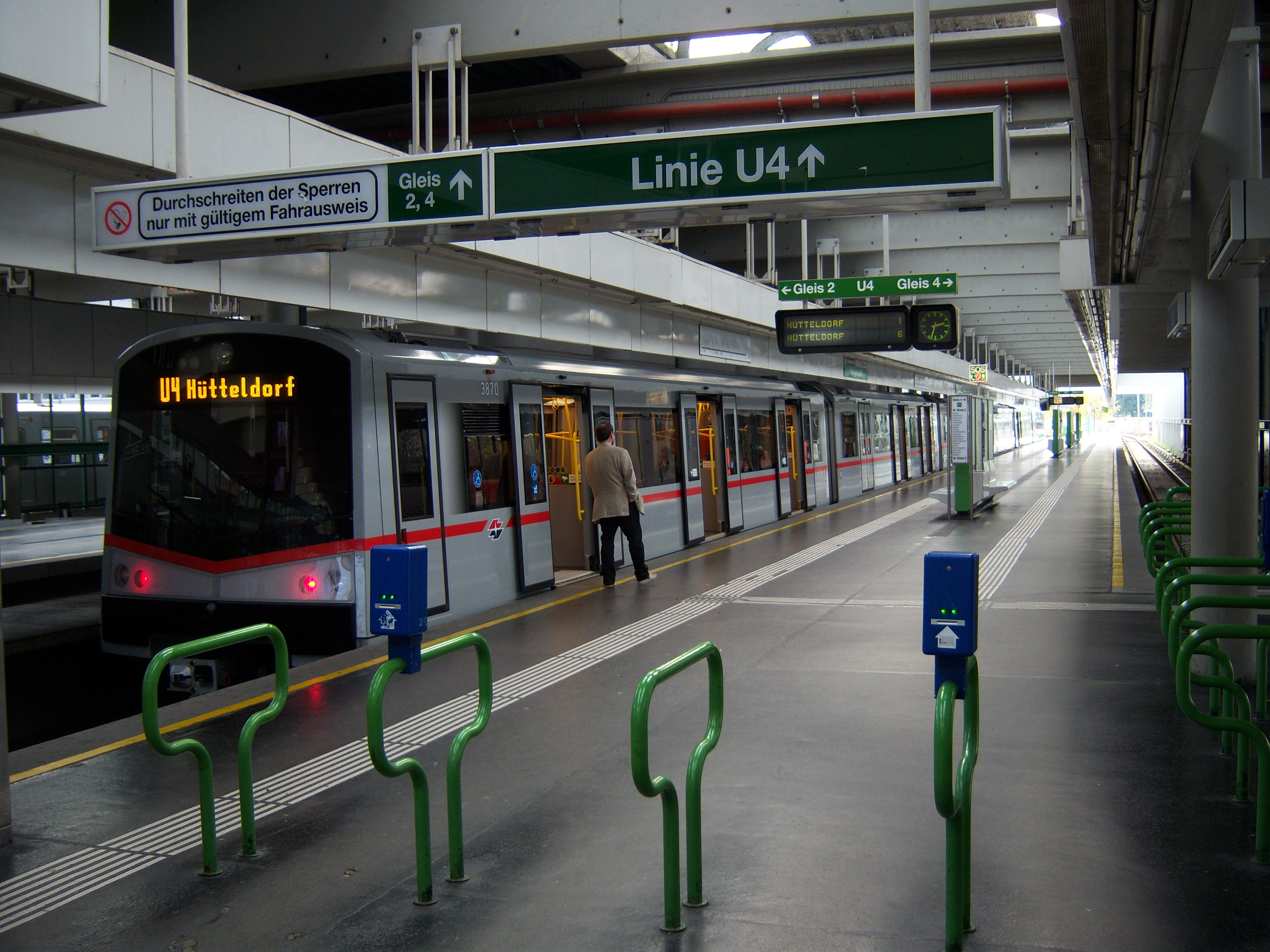
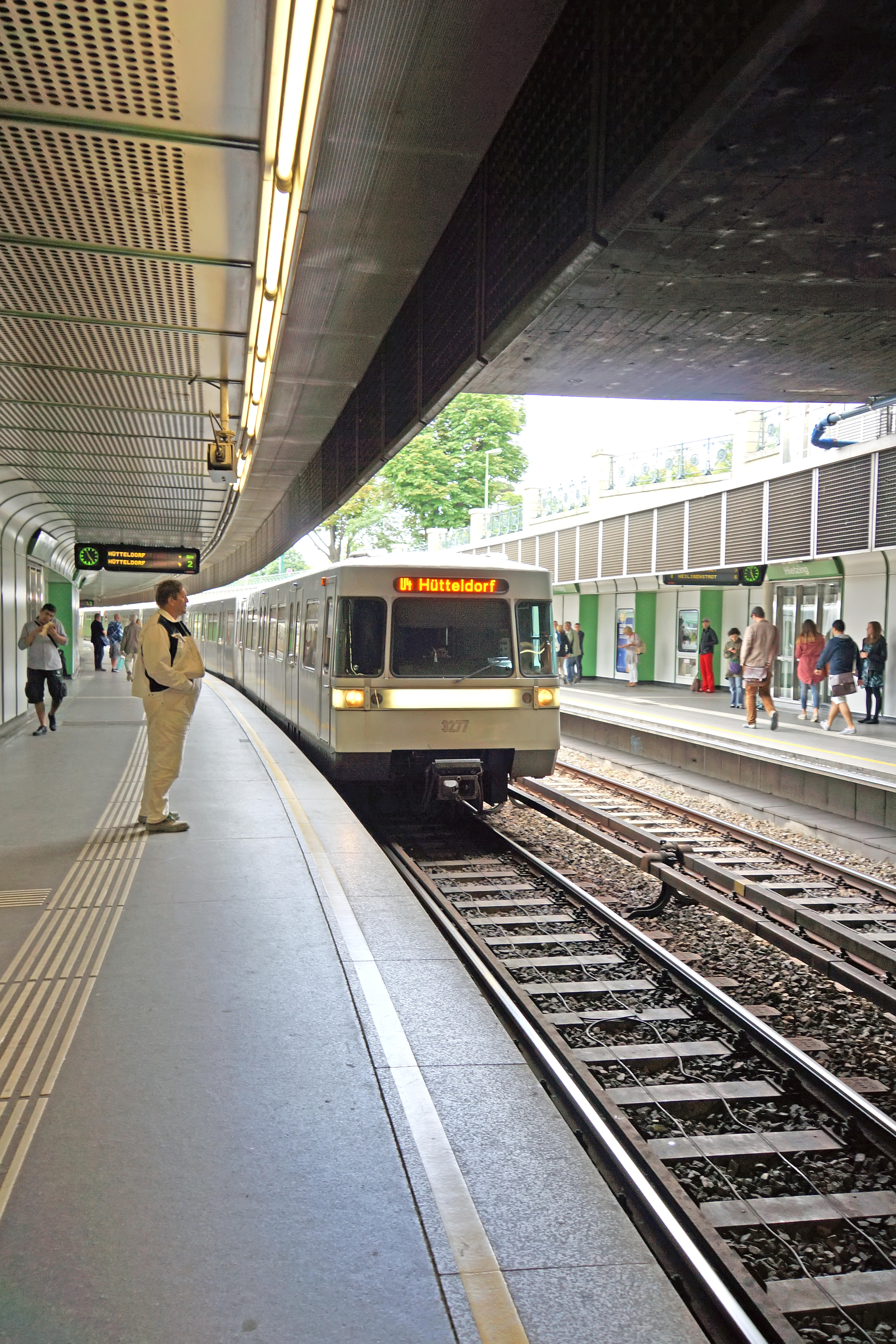